# Hard Edge (videojuego)
Hard Edge (ハードエッジ), conocido en Estados Unidos como T.R.A.G. - Tactical Rescue Assault Group: Mission of Mercy, es un videojuego de acción desarrollado por la empresa Sunsoft para la consola PlayStation. Fue puesto a la venta en Japón el 3 de diciembre de 1998. Posteriormente, salió a la venta en Estados Unidos el 31 de marzo de 1999 y, finalmente, en Europa el 20 de mayo de 1999. Desde 2009, está disponible para su descarga en la tienda PlayStation Store japonesa, para PlayStation 3, PSP y PS Vita.

## Sinopsis
El argumento del juego transcurre en el Edificio Togusa. Éste ha sido secuestrado por una banda terrorista y han capturado como rehén al profesor Howard, un experto en la biotecnología. El comando T.R.A.G. logra infiltrarse en el edificio, pero todos caen muertos. Sólo sobreviven dos miembros, Alex Barrat y Michelle Stevenson, aunque dentro del edificio podrán formar equipo con hasta dos personajes más.

## Sistema de juego
Su jugabilidad es bastante parecida a la de Resident Evil , con personajes en 3D corriendo a través de fondos pre-renderizados 2D durante la mayor parte del juego (existen algunos tramos con escenarios totalmente 3D). 

### Personajes
Hay 4 personajes jugables, cada uno con una capacidad única y un estilo de lucha diferente:
- Alex Barrat, miembro del T.R.A.G., equipado con gafas de visión nocturna. Utiliza una pistola de fuego para combatir, aunque también es capaz de atacar cuerpo a cuerpo, pero de forma limitada (sólo tiene un combo de tres golpes).
- Michelle Stevenson, compañera de Alex, utiliza una especie de espada con la que realiza rápidos movimientos, además de ser bastante diestra con las patadas.
- Rachel Howard, hija del profesor Howard, pelea utilizando un par de bastones Tonfa. Su pequeño tamaño le permite acceder a zonas de difícil acceso.
- Burns Byford, detective privado que se encuentra investigando el secuestro por su cuenta y quedó atrapado en el edificio. Pelea usando sus manos desnudas y gracias a su fuerza bruta, es capaz de mover objetos pesados.

El jugador puede cambiar de personaje en casi cualquier momento. En determinados puntos del juego, los protagonistas se dividen en dos equipos y el jugador puede explorar varias zonas al mismo tiempo. En ningún momento, el jugador puede conseguir nuevas armas durante el juego. Los nuevos trajes y armas ocultas sólo se desbloquean al finalizar el juego un número de veces concreto.